# Revenge (1918)
Revenge é um filme de 1918 de Cinema western, dirigido por Tod Browning.

## Elenco
- Edith Storey - Alva Leigh
- Wheeler Oakman - Dick Randall
- Ralph Lewis - 'Sudden' Duncan
- Alberta Ballard - Riger Lil
- Charles West - Donald Jaffray